# Шнекенберзька культура
Культура Глина III-Шнекенберг, або шнекенберзька культура — археологічна культура європейської бронзової доби. Назва походить від поселення Глина III поблизу Бухареста та стоянки Шнекенберг у Трансільванії. Це найстаріша ранньобронзова культура на нижньому Дунаї.

## Хронологія та поширення
Згідно з каліброваною радіовуглецевою хронологією, культуру датовано близько 2600—2000 років до н. е. Займала південну частину Румунії, на півночі — частину Трансильванії. Вплив культури проникав по інший бік Карпат на територію пониззя Дністра. У Трансільванії найбільшу концентрацію поселень цієї культури виявлено у верхів'ях річки Олт, а точніше, в районі її правої притоки поблизу Брашова. На півдні культура займала всю Олтенію та центральну Мунтенію, за винятком східної, степової частини. Відповідно до П. Роману, на півдні її кордоном був Дунай, а на заході — Залізні Ворота. Крім того, на думку Яна Махніка, до території її проникнення слід також зарахувати міжріччя між пониззям Дунаю та Бугу. Таким чином, культура охоплювала регіони з різними географічними характеристиками: гори, низовини, височини.

## Господарство
Згідно з дослідницькими даними, культура на території Трансільванії займалася насамперед скотарством (переважно великої рогатої худоби та дрібних жуйних), проте на півдні Румунії — примітивним землеробством. Культура використовувала колісний транспорт, про що свідчать знахідки глиняних моделей возів.

## Поселення та будівлі
На всій території культури спостерігалася тенденція до розташування поселень у найвідкритіших та помітних місцях в окрузі. Вибиралися місця, які могли грати оборонну роль (тель Глина), проте досі не доведено існування укріплень навколо поселень цієї культури (поки що виявлено лише рів, який оточував поселення поблизу селища Кривець в Олтенії). Розміри поселень визначити важко через незадовільну якість археологічних досліджень. Деякі з поселень проіснували досить довго, інші, навпаки, досить швидко занедбано. Мало відомо про планування поселень, оскільки будинки надзвичайно погано збереглися. Стіни більшості будинків цієї культури були виконані з плетінки, обмазаної глиною. У поселенні біля Кучулати виявлено будинок розміром 4,05 на 3,65 м, орієнтований по осі північний захід — південний схід. Він розташовувався на цілісній скелі. Стіни будинку, за Г. Біхіру мали спиратися на горизонтальні балки, покладені на ґрунт. Поряд із постійними будинками, такими, як виявлений у Кучулаті, існували також легкі, сезонні житла.

## Похоронний обряд
Інформація про поховання шнекенберзької культури неповна та неоднакова для всієї території. На півдні, на околицях Бухареста, відомі нечисленні скелетні поховання в скорченому положенні. Більше поховань виявлено на території Трансильванії, де представлено скелетні поховання у скорченому положенні, а також поховання у вигляді кремації в кам'яних ящиках-цистах. На всій території культури існували як поховання з керамікою, так і без похоронних дарів. Небіжчиків найчастіше укладали на лівий бік, обличчям на південь.

## Інвентар
На території культури виявлено численний керамічний, кістяний та кам'яний інвентар. Часто зустрічаються також глиняні прясельця, ткацькі гирки, коліщатка для глиняних моделей возів, глиняна пластика, а також металеві вироби та сліди місцевого їх виробництва, переважно ливарні форми. Характерними є асиметричні сокири типу Корбаската кістяні пряжки для ременів з розгалуженими кінцями у вигляді літери «Y».
Кераміку, згідно з Г. Бахіру, можна розділити на лощену та грубу. Перша — це переважно тонкостінні посудини, насамперед кубки, дзбани та миски, виконані з глини з дрібнозернистою домішкою піску або уламків. Поверхня цих посудин дуже гладенька, аж до блиску. До другої групи належать більші посудини, наприклад, з вигнутим профілем, амфори, посуд із глини з домішкою товченої шкаралупи або гравію.

## Зникнення та вплив на інші культури
Культура Глина III-Шнекенберг зникла на межі 3-го і II тисячоліть до н. е. Вплинула на виникнення поблизу періоду бронзи A2 (за класифікацією П. Райнеке (1950—1700 роки до н. е.) культур Тей та Вербічоара.